# مزار (بجستان)
مَزار یکی از روستاهای تاریخی ایران و از توابع شهرستان بجستان در استان خراسان رضوی ایران است. این روستا در ۵ کیلومتری بجستان واقع شده‌است.
بر اساس آخرین سرشماری نفوس و مسکن در سال ۱۳۹۵ جمعیت این روستا حدود ۱۰۰۰ نفر برآورد شده‌است. این روستا به دلیل نزدیکی به مرکز شهرستان، قرار داشتن در محور مواصلاتی شرق به مرکز کشور و پیشینه تاریخی بسیار غنی، از اهمیت زیادی در استان خراسان رضوی برخوردار است. این روستا چندین اثر ملی ثبت شده در آثار ملی ایران دارد.
وجود جاذبه‌های گردشگری، داشتن اولین اقامتگاه بوم گردی شهرستان، امکان اسکان در خانه ای با قدمت بیش از چهارصد سال برای مسافران، طبخ غذاهای سنتی و خرید محصولات بومی محلی بر غنای این روستا افزوده‌است. اهالی این روستا به زبان فارسی گویش مزاری تکلم می‌کنند. این گویش قدمت بسیار زیادی داشته و انبوه واژگان فراوانی از زبانهای فارسی باستانی و میانه را دارا می‌باشد.
روستای هدف گردشگری مزار دارای بافت تاریخی باارزشی بوده و در فهرست آثار ملی کشور به ثبت رسیده‌است. این بافت در قسمت شرق روستا واقع شده‌است که احتیاج به حفظ و مرمت دارد. این منطقه نیز مانند اکثر نقاط ایران به‌ویژه خطه خراسان بزرگ در حمله مغولان آسیب فراوان دید و آثار آن هنوز در این خطه باقی است. مغولان در ناحیه تمام شبکه آبیاری منطقه را که متکی بر قنات‌های بسیار عظیم بود ویران کردند بطوریکه پس از هشتصد سال که از این حمله می‌گذرد هنوز قنات‌هایی که سخت ویران شده باشند و قابل آبیاری نباشند را هلاکو بند می‌گویند. مغولان پس از آن قلاع سرتخت و خوانشیر و مزار بجستان را مورد حمله قرار دادند و پس از نبردی نابرابر کلیه ساکنان این مناطق را به قتل رساندند. آثار باقیمانده این نبرد در روستای مزار هنوز به نام لب رود حربگاه (محراب) مشهور است و نیز قبرستان ده هکتاری روستای مزار نیز نشانه‌هایی از این کشتار عظیم است.

## بافت روستا
بافت‌های روستایی به واسطه کارکرد اساسی خود که تأمین کننده بسیاری از نیازهای زیستی، سکونتی و اقتصادی جامعه روستایی هستند از خصیصه پویایی و تغییر دائمی برخوردار هستند. بناهای مسکونی داخل بافت با گونه‌های چهار ایوانی یا دو ایوانی برگرفته از فرهنگ و اقلیم کویری به صورت کاملاً درونگرا و محصور و دارای حیاط مرکزی و اغلب آنها دارای زیرزمین، ایوان، انبار، هیزم خانه، طویله، بازشوهای کوچک، بادگیر بوده و فرم پوشش طاقها غالباً قوسی شکل و گنبدی است. در روستای مزار خانه‌ها با توجه به کارکرد فضاهایی مختلف ساخته شده‌اند به طوری که هر خانوار در خانه‌هایی با زیربنای حداقل چهارصد مترمربع زندگی می‌کنند و این محدوده به شیوه ای منحصر به فرد برای کارکردهای مختلف تقسیم‌بندی شده که پوشش آنها با توجه به اقلیم کویری گنبدی است و این فضاها دارای تابستانهای خنک و زمستان‌های گرم می‌باشد. جهت بادگیر روی پوشش‌های گنبدی نیز به سمت جنوب شرقی است. بافت پیوسته روستای هدف گردشگری مزار مشحون از زیبائیهای معماری اقلیم کویری است که در نمایی هماهنگ این خصوصیات را پیش روی گردشگران قرار می‌دهد همچنین آثار و ابنیه تاریخی نشان دهنده پیشینه غنی این منطقه است.

## جاذبه‌های گردشگری
۱- گورستان باستانی: با وسعتی بالغ بر ۱۶ هکتار است و دارای قبرهای بزرگ و قدیمی متعلق به دوره‌های مختلف تاریخ است. تاکنون قدمت این اثر شگرف مورد مطالعه قرار نگرفته‌است اما به باور کارشناسان بومی، پیشینه آن به دوران هخامنشیان بازمی‌گردد.
۲- مزار پیر آصف: در کنار این گورستان مزار پیری است که مردمان او را آصف برخیا، وزیر حضرت سلیمان می‌دانند و زیارت می‌کنند. گرچه جز تاریخ شفاهی سند دیگری جهت اثبات این مدعا در دست نیست اما این بقعه متبرکه تحت نظارت سازمان اوقاف و امور خیریه بوده و به‌طور رسمی فعال است.
۳- قلعه دختر: در ۵ کیلومتری جنوب غربی روستای مزار بر فراز قله ای تک و بلند در کوهستانی به نام کوه باغ سلیمه، قلعه دختر مزار قرار دارد که اصل آن از دوره ساسانی یا پیش از آن است. این دژ در اواخر سده ۵ قمری به تصرف اسماعیلیان درآمد و در سده ۷ قمری توسط هولاکوخان مغول ویران شد. این قلعه نیز مانند سایر قلاع دختر ایران نام خود را از ناهید، الهه آب، برکت و زیبایی گرفته‌است.
1. مسجد قدیمی: این مسجد که ایوانی از آن باقی مانده‌است در غرب قلعه و در مجاورت مسجد جدید واقع شده‌است و احتمالاً متعلق به عصر تیموری باشد.
2. مسجد یا صومعه دستکند: به‌صورت دالانهایی زیرزمینی در زیر قلعه و در صخره در طول سالها حفر شده‌است. این مکان بسیار تاریک بوده و هیچ روزنه ای برای گرفتن نور از خارج در آن تعبیه نشده‌است. ورودی صومعه دالانی است به عرض یک و نیم متر و به طول هفت و ارتفاع دو متر که به فضای بازتری منتهی می‌شود که مساحت آن صد و هشتاد متر مربع می‌باشد و سه‌پایه یا ستون قطور سنگی در وسط آن قرار دارد که شکل هندسی مشخصی را نمی‌توان برای آن در نظر گرفت. اهالی روستا به این مکان صومعه می‌گویند. با توجه به نشانه‌های صومعه گمان می‌رود این مکان در دوران پیشین معبد مهری بوده‌است. با توجه به ویژگی مهری، این مجموعه می‌تواند به زمان هخامنشیان و حتی پیش از آن مربوط باشد.
3. آب انبارها و حمام روستا که تخریب شده‌است و در مجاورت مسجد قرار داشته‌است.
4. تکیه تاریخی روستا که در وسط بافت قدیمی روستا است.
5. سابادها: در سرتاسر بافت قدیمی روستا پراکنده‌است.
6. خانه‌های قدیمی چهار صفه ای و دو صفه ای که اکثراً خالی از سکنه هستند.

۱۰- شبکه آب رسانی، قنات قدیمی داخل روستا (کاریز کر) و شبکه انتقال آب چشمه مجینگو به روستا. قنات تاریخی جرف که پرآب‌ترین و قدیمی‌ترین قنات روستای مزار است در شرق روستا و در امتداد رودخانه بهاباد با حدود ۵۰ حلقه چاه تأسیس شده‌است و دبی آن از ۳ لیتر در ثانیه تا ۱۲ لیتر متغیر است. تاریخ دقیق تأسیس قنات جرف مشخص نیست ولی به احتمال زیاد متعلق به عصر صفوی باشد. قنات‌های دیگری نیز همچون قنات باغ سلیمه و کریکبوم و کلسیتو و تک میدر و زیبد و نرستنگ و مخلیدی و… در روستای مزارکم و بیش درحال آبدهی می‌باشد.
1. شبکه کانال‌های زیر زمینی که در بخشی از بافت قدیمی روستا و قلعه روستا و صومعه کشیده شده که کارکرد تدافعی و فرار در مواقع حملات اقوام بیگانه همچون ترکمن‌ها و حسنی‌ها داشته‌است.
2. خانه تاریخی عباسی‌ها: این خانه از آثار دوره صفوی است که هم‌اکنون با کاربری بومگردی به عنوان محل اسکان سنتی درجه یک برای سکونت و پذیرایی از گردشگران مورد بهره‌برداری قرار می‌گیرد.

## زبان محلی
ساکنان روستای تاریخی مزار مانند اکثر ایرانیان به زبان فارسی دری که یکی از فروع زبان هند و اروپایی است و ریشه سانسکریت دارد تکلم می‌کنند و دارای لهجه خراسانی می‌باشند. در مزار کمتر با کلمات بیگانه برخورد می‌کنیم. دکتر علی شریعتی در راهنمای خراسان چنین نوشته‌است: «اکنون که درمیان مردمی در جنوب خراسان به دور مانده از دگرگونیهای زمانه هستم هنوز زبان کهن فارسی قرنهای چهارم و پنجم زنده است و آنگاه که توده مردم جنوب خراسان سخن می‌گویند گویی سخن بیهقی و بلعمی است که می‌شنوم."

## صنایع دستی، محصولات و سوغات
محصولات
انار، زعفران، انگور، گندم و جو و… محصولات اصلی مزار هستند.
صنایع دستی
وجود هنرهای سنتی و صنایع دستی از جمله پارچه بافی، چادر بافی، حوله بافی، برک بافی و همچنین ثبت موضوعات فرهنگی فن و هنر سبد بافی (ترکه بافی) به شماره ۸۳۲ و فنون شیره‌گیری انگور به شماره ۸۳۶ در تاریخ ۴/۱۱/۹۱ در فهرست میراث ناملموس کشور مؤید غنای عنصر میراثی این بافت تاریخی است.
سوغات
شیره انگور، گیاهان دارویی، نان‌های محلی، دست بافت‌ها و…
غذای محلی
غذاهای اشکنه بنه، گندم پلو با گوشت قورمه، چنگالی، آش مزاری و تخم مرغ شیره از غذاهای محلی و مخصوص روستای مزار بوده که در نوع خود بی نظیر هستند. نان محلی در این روستا هنوز نیز به روش باستانی و در تنورهای گلی با سوزاندن هیزم تهیه می‌شود.

## آداب و رسوم
پیشینه آداب و رسوم در روستای تاریخی مزار به ادوار مختلف تاریخ ایران برمی‌گردد. سنت‌های مختلف باستانی در مراسم و آداب و رسوم هنوز نیاز جریان دارد. مراسم عقدکنان، جشن عروسی و مجالس ختم درگذشتگان از آئین خاصی برخوردار است.